# Elestora fulgurata
Elestora fulgurata là một loài bọ cánh cứng trong họ Trogossitidae. Loài này được Pascoe miêu tả khoa học năm 1868.